# Niên biểu quan hệ ngoại giao Trung Hoa Dân Quốc
Thời gian biểu quan hệ ngoại giao của Trung Hoa Dân Quốc dưới đây liệt kê niên đại thiết lập và chấm dứt quan hệ ngoại giao giữa Trung Hoa Dân Quốc và các quốc gia khác từ năm 1912 đến nay. Nhiều quốc gia đã ngừng công nhận ngoại giao với Trung Hoa Dân Quốc kể từ khi thành lập nước Cộng hòa Nhân dân Trung Hoa năm 1949. Theo chính sách Một Trung Quốc, Trung Hoa Dân Quốc được 12 quốc gia thành viên Liên Hiệp Quốc và Tòa thánh công nhận. Ngoài ra, nhiều quốc gia duy trì các mối quan hệ kinh tế và văn hóa không chính thức.

### 1912-1928
| Năm  | Thiết lập Công nhận Thăng cấp | Bãi bỏ Đình chỉ Hạ cấp | Số nước bang giao | Ghi chú |
| ---- | --- | --- | ----------------- | --- |
| 1912 | | | 0                 | |
| 1913 | - Brasil công nhận Trung Hoa Dân Quốc.（8 tháng 4） - Hoa Kỳ công nhận Trung Hoa Dân Quốc.（2 tháng 5） - Mexico công nhận Trung Hoa Dân Quốc.（2 tháng 5） - Cuba công nhận Trung Hoa Dân Quốc.（4 tháng 5） - Peru công nhận Trung Hoa Dân Quốc.（5 tháng 5） - Nhật Bản công nhận Trung Hoa Dân Quốc.（6 tháng 10） - Đế quốc Áo-Hung công nhận Trung Hoa Dân Quốc.（6 tháng 10） - Hà Lan công nhận Trung Hoa Dân Quốc.（6 tháng 10） - Bồ Đào Nha công nhận Trung Hoa Dân Quốc.（6 tháng 10） - Bỉ công nhận Trung Hoa Dân Quốc.（6 tháng 10） - Thụy Điển công nhận Trung Hoa Dân Quốc.（6 tháng 10） - Đan Mạch công nhận Trung Hoa Dân Quốc.（6 tháng 10） - Nga công nhận Trung Hoa Dân Quốc.（6 tháng 10） - Đức công nhận Trung Hoa Dân Quốc.（6 tháng 10） - Đế quốc Anh công nhận Trung Hoa Dân Quốc.（6 tháng 10） - Pháp công nhận Trung Hoa Dân Quốc.（6 tháng 10） - Ý công nhận Trung Hoa Dân Quốc.（6 tháng 10） - Tây Ban Nha công nhận Trung Hoa Dân Quốc.（6 tháng 10） - Thụy Sĩ công nhận Trung Hoa Dân Quốc.（8 tháng 10） - Na Uy công nhận Trung Hoa Dân Quốc.（9 tháng 10） | | 24                | - Cần lưu ý rằng nhiều quốc gia lúc bấy giờ vẫn đang trong thời kỳ thực dân, quốc gia bá chủ thực hiện quyền lực ngoại giao. Thuộc địa của các quốc gia bá chủ trên bao phủ hầu hết trái đất, do đó số lượng nước bang giao của Trung Hoa Dân Quốc lúc này tưởng chừng như rất ít, nhưng trên thực tế về cơ bản chúng đã bao phủ toàn cầu. - 18 quốc gia duy trì quan hệ ngoại giao cấp công sở với Trung Hoa Dân Quốc là Anh Quốc, Hoa Kỳ, Pháp, Thụy Điển, Nga， Đức, Bồ Đào Nha, Đan Mạch, Hà Lan Tây Ban Nha, Bỉ, Ý, Áo-Hung, Nhật Bản, Perú, Brasil, Mexico, Cuba. - 6 quốc gia duy trì quan hệ ngoại giao phi chính thức cấp lãnh sự với Trung Hoa Dân Quốc là Na Uy, Panama, Úc, New Zealand, Canada、Nam Phi. |
| 1914 | | | 24                | |
| 1915 | - Cùng Chile thiết lập quan hệ ngoại giao cấp công sứ.（28 tháng 2） | | 25                | |
| 1916 | | | 25                | |
| 1917 | | - Cùng Đế quốc Đức cắt đứt quan hệ ngoại giao（14 tháng 3） - Cùng Đế quốc Áo-Hung cắt đứt quan hệ ngoại giao（14 tháng 8）                                                                     | 23                | |
| 1918 | - Cùng Thụy Sĩ thiết lập quan hệ ngoại giao cấp công sứ.（13 tháng 6） | - Cùng nước Nga Xô viết cắt đứt quan hệ ngoại giao（26 tháng 2） | 23                | |
| 1919 | - Cùng Áo khôi phục quan hệ ngoại giao cấp công sứ.（10 tháng 9） - Cùng Bolivia thiết lập quan hệ ngoại giao cấp công sứ.（3 tháng 12） | | 25                | |
| 1920 | - Cùng Na Uy nâng cấp lên quan hệ ngoại giao cấp công sứ.（27 tháng 5） - Cùng Ba Tư thiết lập quan hệ ngoại giao cấp công sứ.（1 tháng 6） | | 26                | |
| 1921 | - Cùng Cộng hòa Weimar khôi phục quan hệ ngoại giao cấp công sứ.（20 tháng 5） | | 27                | |
| 1922 | - Cùng Panama nâng cấp lên quan hệ ngoại giao cấp công sứ.（20 tháng 1） | | 27                | |
| 1923 | | | 27                | |
| 1924 | - Cùng Liên Xô khôi phục quan hệ ngoại giao cấp đại sứ. (31 tháng 5） | | 28                | |
| 1925 | | | 28                | - Ngày 1 tháng 7, Chính phủ Quốc dân được thành lập chính thức tại Quảng Châu, đối đầu với Chính phủ Bắc Dương. |
| 1926 | - Cùng Phần Lan thiết lập quan hệ ngoại giao cấp công sứ.（29 tháng 10） | | 29                | |
| 1927 | | - Chính phủ Quốc dân Nam Kinh tuyên bố cắt đứt quan hệ ngoại giao với Liên Xô (ngày 14 tháng 12, khi đó Liên xô công nhận chính phủ Bắc Kinh, lệnh cắt đứt quan hệ ngoại giao chưa có hiệu lực) | 29                | |
| 1928 | - Hoa Kỳ công nhận Chính phủ Quốc dân của Trung Hoa Dân Quốc.（ngày 25 tháng 7） - Đức công nhận Chính phủ Quốc dân của Trung Hoa Dân Quốc.（ngày 17 tháng 8） - Na Uy công nhận Chính phủ Quốc dân của Trung Hoa Dân Quốc.（ngày 12 tháng 11） - Bỉ công nhận Chính phủ Quốc dân của Trung Hoa Dân Quốc.（ngày 22 tháng 11） - Ý công nhận Chính phủ Quốc dân của Trung Hoa Dân Quốc.（ngày 27 tháng 11） - Đan Mạch công nhận Chính phủ Quốc dân của Trung Hoa Dân Quốc.（ngày 12 tháng 12） - Hà Lan công nhận Chính phủ Quốc dân của Trung Hoa Dân Quốc.（ngày 19 tháng 12） - Bồ Đào Nha công nhận Chính phủ Quốc dân của Trung Hoa Dân Quốc.（ngày 19 tháng 12） - Anh công nhận Chính phủ Quốc dân của Trung Hoa Dân Quốc.（ngày 20 tháng 12） - Thụy Điển công nhận Chính phủ Quốc dân của Trung Hoa Dân Quốc.（ngày 20 tháng 12） - Pháp công nhận Chính phủ Quốc dân của Trung Hoa Dân Quốc.（ngày 22 tháng 12） - Tây Ban Nha công nhận Chính phủ Quốc dân của Trung Hoa Dân Quốc.（ngày 27 tháng 12）                                                                                       | | 29                | - Ngày 8 tháng 6, Quốc dân Cách mạng quân đánh chiếm Bắc Kinh. Ngày 29 tháng 12, Trương Học Lương tuyên bố đổi cờ, phục tùng Chính phủ Quốc dân Nam Kinh, Chính phủ Bắc Dương diệt vong. - Từ năm này trở đi, Chính phủ Quốc dân chính thức thay thế Chính phủ Bắc Dương, trở thành chính phủ Trung Quốc được quốc tế công nhận. |

### 1929-1949
| Năm  | Thiết lập Công nhận Thăng cấp | Bãi bỏ Đình chỉ Hạ cấp | Số nước bang giao | Ghi chú |
| ---- | --- | --- | ----------------- | --- |
| 1929 | - Nhật Bản công nhận Chính phủ Quốc dân Trung Hoa Dân Quốc.（3 tháng 6） - Cùng Ba Lan thiết lập quan hệ ngoại giao cấp công sứ.（18 tháng 9） - Cùng Hy Lạp thiết lập quan hệ ngoại giao cấp công sứ.（30 tháng 9） | - Cùng Liên Xô cắt đứt quan hệ ngoại giao.（18 tháng 7） | 30                | |
| 1930 | - Cùng Tiệp Khắc thiết lập quan hệ ngoại giao cấp công sứ.（12 tháng 2） - Cùng Nicaragua thiết lập quan hệ lãnh sự.（30 tháng 8） | | 32                | |
| 1931 | | | 32                | |
| 1932 | - Cùng Liên Xô khôi phục quan hệ ngoại giao cấp đại sứ.（12 tháng 12） | - Cùng Phần Lan cắt đứt quan hệ ngoại giao.（28 tháng 4） | 32                | |
| 1933 | - Cùng Guatemala thiết lập quan hệ lãnh sự.（15 tháng 6） | | 33                | |
| 1934 | - Cùng Thổ Nhĩ Kỳ thiết lập quan hệ ngoại giao cấp công sứ.（4 tháng 4） - Cùng Ý nâng cấp lên quan hệ ngoại giao cấp đại sứ.（17 tháng 10） | | 34                | |
| 1935 | - Cùng Nhật Bản nâng cấp lên quan hệ ngoại giao cấp đại sứ.（17 tháng 5） - Cùng Hoa Kỳ nâng cấp lên quan hệ ngoại giao cấp đại sứ.（17 tháng 5） - Cùng Đức Quốc Xã nâng cấp lên quan hệ ngoại giao cấp đại sứ.（18 tháng 5） - Cùng Anh nâng cấp lên quan hệ ngoại giao cấp đại sứ.（23 tháng 5） | | 34                | |
| 1936 | - Cùng Pháp nâng cấp lên quan hệ ngoại giao cấp đại sứ.（8 tháng 2） - Cùng Latvia thiết lập quan hệ ngoại giao cấp công sứ.（25 tháng 6） | | 35                | |
| 1937 | - Cùng Bỉ nâng cấp lên quan hệ ngoại giao cấp đại sứ.（1 tháng 6） - Cùng Estonia thiết lập quan hệ ngoại giao cấp công sứ.（21 tháng 12） | | 36                | |
| 1938 | | - Cùng Nhật Bản cắt đứt quan hệ ngoại giao.（6 tháng 1） - Do Đức Quốc xã thôn tính Áo nên quan hệ kết thúc.（13 tháng 3） | 34                | |
| 1939 | - Cùng România thiết lập quan hệ ngoại giao cấp công sứ.（3 tháng 7） | | 35                | |
| 1940 | | - Do Liên Xô thôn tính Latvia nên quan hệ kết thúc.（5 tháng 8） - Do Liên Xô thôn tính Estonia nên quan hệ kết thúc.（6 tháng 8） | 33                | |
| 1941 | - Cùng Honduras thiết lập quan hệ ngoại giao cấp công sứ.（9 tháng 4） - Cùng El Salvador thiết lập quan hệ ngoại giao cấp công sứ.（9 tháng 4） - Cùng Costa Rica thiết lập quan hệ ngoại giao cấp công sứ.（9 tháng 4） - Cùng Venezuela thiết lập quan hệ ngoại giao cấp công sứ.（9 tháng 4） - Cùng Colombia thiết lập quan hệ ngoại giao cấp công sứ.（9 tháng 4） - Cùng Cộng hòa Dominica thiết lập quan hệ ngoại giao cấp công sứ.（9 tháng 4） - Cùng Úc Nâng cấp lên quan hệ ngoại giao cấp công sứ.（15 tháng 7） - Cùng Canada nâng cấp lên quan hệ ngoại giao cấp công sứ.（29 tháng 8）                                                                     | - Cùng Vương quốc Ý cắt đứt quan hệ ngoại giao.（2 tháng 7） - Cùng Đức Quốc Xã cắt đứt quan hệ ngoại giao.（2 tháng 7） - Cùng Tây Ban Nha cắt đứt quan hệ ngoại giao.（2 tháng 7） - Cùng Vương quốc Romania cắt đứt quan hệ ngoại giao.（10 tháng 7） - Cùng Đan Mạch cắt đứt quan hệ ngoại giao.（20 tháng 8） | 34                | |
| 1942 | - Cùng Iraq thiết lập quan hệ ngoại giao cấp công sứ.（16 tháng 3） - Cùng Ai Cập thiết lập quan hệ ngoại giao cấp công sứ.（1 tháng 5） - Cùng Thành Vatican thiết lập quan hệ ngoại giao cấp công sứ.（17 tháng 6） - Cùng Ba Lan nâng cấp lên quan hệ ngoại giao cấp đại sứ.（24 tháng 6） | | 37                | |
| 1943 | - Cùng Hà Lan nâng cấp lên quan hệ ngoại giao cấp đại sứ.（15 tháng 2） - Cùng Brasil nâng cấp lên quan hệ ngoại giao cấp đại sứ.（4 tháng 5） - Cùng Na Uy nâng cấp lên quan hệ ngoại giao cấp đại sứ.（17 tháng 7） - Công nhận Pháp Tự do.（27 tháng 8） | - Cùng Pháp Vichy cắt đứt quan hệ ngoại giao.（1 tháng 8） | 37                | |
| 1944 | - Cùng Canada nâng cấp lên quan hệ ngoại giao cấp đại sứ.（17 tháng 2） - Cùng Vương quốc Afghanistan thiết lập quan hệ ngoại giao cấp công sứ.（2 tháng 3） - Cùng Mexico nâng cấp lên quan hệ ngoại giao cấp đại sứ.（23 tháng 7） - Cùng Tiệp Khắc nâng cấp lên quan hệ ngoại giao cấp đại sứ.（25 tháng 7） - Cùng Peru nâng cấp lên quan hệ ngoại giao cấp đại sứ.（1 tháng 9） - Công nhận chính phủ mới của Ý và khôi phục quan hệ ngoại giao cấp đại sứ.（26 tháng 10） | | 39                | |
| 1945 | - Cùng Thổ Nhĩ Kỳ nâng cấp lên quan hệ ngoại giao cấp đại sứ.（1 tháng 1） - Cùng Iran nâng cấp lên quan hệ ngoại giao cấp đại sứ.（10 tháng 2） - Cùng Argentina thiết lập quan hệ ngoại giao cấp đại sứ.（30 tháng 5） | | 40                | |
| 1946 | - Cùng Ecuador thiết lập quan hệ ngoại giao cấp công sứ.（6 tháng 1） - Cùng Thái Lan thiết lập quan hệ ngoại giao cấp đại sứ.（23 tháng 1） - Cùng Đan Mạch khôi phục quan hệ ngoại giao cấp công sứ.（20 tháng 5） - Công nhận chính phủ mới của Áo và khôi phục quan hệ ngoại giao cấp công sứ.（6 tháng 7） - Cùng Philippines thiết lập quan hệ ngoại giao cấp công sứ.（24 tháng 7） - Cùng Ấn Độ thiết lập quan hệ ngoại giao cấp công sứ.（16 tháng 9） - Cùng Ấn Độ nâng cấp lên quan hệ ngoại giao cấp đại sứ.（21 tháng 10） - Cùng Ả Rập Xêút thiết lập quan hệ lãnh sự.（15 tháng 11） - Cùng Chile nâng cấp lên quan hệ ngoại giao cấp đại sứ.（3 tháng 12） | | 47                | |
| 1947 | - Cùng Bolivia nâng cấp lên quan hệ ngoại giao cấp đại sứ.（10 tháng 5） - Cùng Pakistan thiết lập quan hệ ngoại giao cấp đại sứ.（14 tháng 8） - Cùng Miến Điện thiết lập quan hệ ngoại giao cấp đại sứ.（9 tháng 9） - Cùng Thụy Điển nâng cấp lên quan hệ ngoại giao cấp đại sứ.（18 tháng 9） - Cùng Hy Lạp nâng cấp lên quan hệ ngoại giao cấp đại sứ.（19 tháng 11） | | 49                | |
| 1948 | - Ceylon độc lập, tiếp tục duy trì quan hệ lãnh sự với Trung Hoa Dân Quốc.（4 tháng 2） - Cùng Úc nâng cấp lên quan hệ ngoại giao cấp đại sứ.（16 tháng 2） - Cùng Ai Cập nâng cấp lên quan hệ ngoại giao cấp đại sứ.（14 tháng 11） | | 50                | |
| 1949 | - Cùng Luxembourg thiết lập quan hệ ngoại giao cấp công sứ.（1 tháng 1） - Cùng Hàn Quốc thiết lập quan hệ ngoại giao cấp đại sứ.（3 tháng 1） - Cùng Philippines nâng cấp lên quan hệ ngoại giao cấp đại sứ.（3 tháng 8） | - Cùng Liên Xô cắt đứt quan hệ ngoại giao.（3 tháng 10） - Cùng Tiệp Khắc cắt đứt quan hệ ngoại giao.（5 tháng 10） - Cùng Phần Lan cắt đứt quan hệ ngoại giao.（11 tháng 10） - Cùng Miến Điện cắt đứt quan hệ ngoại giao.（18 tháng 12） - Cùng Ấn Độ cắt đứt quan hệ ngoại giao.（30 tháng 12）                 | 47                | - Đến cuối năm có 47 quốc gia duy trì quan hệ ngoại giao với Trung Hoa Dân Quốc. - 24 quốc gia duy trì quan hệ ngoại giao ở cấp đại sứ với Trung Hoa Dân Quốc: Hàn Quốc, Pakistan, Thái Lan, Philippines, Thổ Nhĩ Kỳ, Iran, Na Uy, Thụy Điển, Anh, Pháp, Hà Lan, Bỉ, Ý, Hy Lạp, Ai Cập, Canada, Hoa Kỳ, Mexico, Brazil, Chile, Peru, Bolivia, Argentina, Úc - 17 quốc gia khác duy trì quan hệ ngoại giao ở cấp công sứ với Trung Hoa Dân Quốc: Afghanistan, Iraq, Vatican, Thụy Sĩ, Đan Mạch, Bồ Đào Nha, Luxembourg, Áo, Panama, Cuba, Colombia, Venezuela, Ecuador, Honduras, Costa Rica, El Salvador, Dominican. - 6 quốc gia duy trì quan hệ ngoại giao không chính thức cấp lãnh sự với Trung Hoa Dân Quốc: Ceylon, Ả Rập Xêút, Nam Phi, Guatemala, Nicaragua và New Zealand. - Sau khi cắt đứt quan hệ ngoại giao với Ba Lan, Trung Hoa Dân Quốc không có quan hệ ngoại giao với bất kỳ quốc gia cộng sản nào kể từ đó. |

### 1950-1970
| Năm  | Thiết lập Công nhận Thăng cấp | Bãi bỏ Đình chỉ Hạ cấp | Số nước bang giao | Ghi chú |
| ---- | --- | --- | ----------------- | --- |
| 1950 | | - Cùng Pakistan cắt đứt quan hệ ngoại giao.（4 tháng 1） - Cùng Anh cắt đứt quan hệ ngoại giao，nhưng lãnh sự quán Anh tại Đạm Thủy, Đài Loan tiếp tục hoạt động.（6 tháng 1） - Cùng Ceylon chấm dứt quan hệ lãnh sự.（7 tháng 1） - Cùng Afghanistan cắt đứt quan hệ ngoại giao.（14 tháng 1） - Cùng Na Uy cắt đứt quan hệ ngoại giao.（14 tháng 1） - Cùng Đan Mạch cắt đứt quan hệ ngoại giao.（14 tháng 1） - Cùng Thụy Điển cắt đứt quan hệ ngoại giao.（19 tháng 1） - Cùng Thụy Sĩ cắt đứt quan hệ ngoại giao.（20 tháng 1） - Cùng Hà Lan cắt đứt quan hệ ngoại giao.（27 tháng 3） | 38                | - Kể từ khi thành lập nước Cộng hòa Nhân dân Trung Hoa vào ngày 1 tháng 10 năm 1949, các nước đã liên tiếp cắt đứt quan hệ ngoại giao với Trung Hoa Dân Quốc và thiết lập quan hệ ngoại giao với Cộng hòa Nhân dân Trung Hoa. |
| 1951 | | | 38                | |
| 1952 | - Cùng Nhật Bản khôi phục quan hệ ngoại giao cấp đại sứ.（28 tháng 4） - Cùng Tây Ban Nha khôi phục quan hệ ngoại giao cấp đại sứ.（27 tháng 6） | | 40                | |
| 1953 | - Campuchia độc lập, lãnh sự quán Trung Hoa Dân Quốc tại Phnom Penh tiếp tục hoạt động.（9 tháng 11） | | 40                | |
| 1954 | - Cùng Panama nâng cấp lên quan hệ ngoại giao cấp đại sứ.（1 tháng 5） - Cùng Liban thiết lập quan hệ ngoại giao cấp công sứ.（11 tháng 11） - Cùng Guatemala nâng cấp lên quan hệ ngoại giao cấp công sứ.（22 tháng 12） | | 41                | |
| 1955 | - Cùng Nicaragua nâng cấp lên quan hệ ngoại giao cấp công sứ.（18 tháng 5） - Cùng Việt Nam Cộng hòa thiết lập quan hệ ngoại giao cấp công sứ.（17 tháng 12） | | 42                | |
| 1956 | - Cùng Iraq nâng cấp lên quan hệ ngoại giao cấp đại sứ.（14 tháng 3） - Cùng Haiti thiết lập quan hệ ngoại giao cấp công sứ.（25 tháng 4） | - Cùng Ai Cập cắt đứt quan hệ ngoại giao.（17 tháng 5） | 42                | |
| 1957 | - Cùng Ecuador nâng cấp lên quan hệ ngoại giao cấp đại sứ.（15 tháng 1） - Cùng Saudi Arabia nâng cấp lên quan hệ ngoại giao cấp đại sứ.（30 tháng 5） - Cùng PRY thiết lập quan hệ ngoại giao cấp đại sứ.（8 tháng 7） - Cùng Jordan thiết lập quan hệ ngoại giao cấp đại sứ.（12 tháng 8） - Cùng Liberia thiết lập quan hệ ngoại giao cấp công sứ.（19 tháng 8） - Cùng Cộng hòa Dominica nâng cấp lên quan hệ ngoại giao cấp đại sứ.（20 tháng 8） - Cùng Cuba nâng cấp lên quan hệ ngoại giao cấp đại sứ.（23 tháng 8） - Cùng Liban nâng cấp lên quan hệ ngoại giao cấp đại sứ.（19 tháng 10） - Cùng Uruguay thiết lập quan hệ ngoại giao cấp công sứ.（15 tháng 11） | | 46                | |
| 1958 | - Cùng Việt Nam Cộng hoà nâng cấp lên quan hệ ngoại giao cấp đại sứ.（1 tháng 7） | - Cùng Iraq cắt đứt quan hệ ngoại giao.（18 tháng 7） - Tổng lãnh sự quán tại Phnom Penh, Campuchia dừng hoạt động.（19 tháng 7） | 45                | |
| 1959 | - Cùng Costa Rica nâng cấp lên quan hệ ngoại giao cấp đại sứ.（5 tháng 5） - Cùng Libya thiết lập quan hệ ngoại giao cấp đại sứ.（10 tháng 5） - Cùng Thành Vatican nâng cấp lên quan hệ ngoại giao cấp đại sứ.（12 tháng 6） | | 46                | |
| 1960 | - Cùng Cameroon thiết lập quan hệ ngoại giao cấp đại sứ.（19 tháng 2） - Cùng Togo thiết lập quan hệ ngoại giao cấp đại sứ.（27 tháng 4） - Cùng Liên bang Mali thiết lập quan hệ ngoại giao cấp đại sứ.（20 tháng 6月20日） - Cùng Madagascar thiết lập quan hệ ngoại giao cấp đại sứ.（26 tháng 6） - Cùng Cộng hòa Congo (Leopoldville) thiết lập quan hệ ngoại giao cấp đại sứ.（10 tháng 8） - Cùng Síp thiết lập quan hệ ngoại giao cấp đại sứ.（10 tháng 9） - Cùng Cộng hoà Congo thiết lập quan hệ ngoại giao cấp đại sứ.（10 tháng 9） - Cùng Guatemala nâng cấp lên quan hệ ngoại giao cấp đại sứ.（22 tháng 9） - Cùng Sénégal thiết lập quan hệ ngoại giao cấp công sứ.（23 tháng 9） - Cùng Mauritania thiết lập quan hệ ngoại giao cấp đại sứ.（28 tháng 11） - Cùng Gabon thiết lập quan hệ ngoại giao cấp đại sứ.（9 tháng 12） | - Cùng Cuba cắt đứt quan hệ ngoại giao.（3 tháng 9） - Cùng Mali cắt đứt quan hệ ngoại giao.（27 tháng 10） | 54                | |
| 1961 | - Cùng Colombia nâng cấp lên quan hệ ngoại giao cấp đại sứ.（6 tháng 4） - Cùng El Salvador nâng cấp lên quan hệ ngoại giao cấp đại sứ.（1 tháng 6） - Cùng New Zealand nâng cấp lên quan hệ ngoại giao cấp đại sứ.（17 tháng 8） - Cùng Thượng Volta（nay là Burkina Faso） thiết lập quan hệ ngoại giao cấp đại sứ.（14 tháng 12月14日） | | 55                | |
| 1962 | - Cùng Dahomey（nay là Benin） thiết lập quan hệ ngoại giao cấp đại sứ.（18 tháng 1） - Cùng Tchad thiết lập quan hệ ngoại giao cấp đại sứ.（31 tháng 1） - Cùng Trung Phi thiết lập quan hệ ngoại giao cấp đại sứ.（13 tháng 4） - Cùng Lào thiết lập quan hệ ngoại giao cấp đại sứ.（16 tháng 5） - Cùng Rwanda thiết lập quan hệ ngoại giao cấp đại sứ.（1 tháng 7） - Cùng Uruguay nâng cấp lên quan hệ ngoại giao cấp đại sứ.（5 tháng 7） - Cùng Jamaica thiết lập quan hệ ngoại giao cấp đại sứ.（9 tháng 8） - Cùng Nicaragua nâng cấp lên quan hệ ngoại giao cấp đại sứ.（20 tháng 9） | - Cùng Vương quốc Lào cắt đứt quan hệ ngoại giao.（10 tháng 9） | 60                | |
| 1963 | - Cùng Côte d'Ivoire thiết lập quan hệ ngoại giao cấp đại sứ.（20 tháng 7） - Cùng Niger thiết lập quan hệ ngoại giao cấp đại sứ.（22 tháng 7） - Cùng Sierra Leone thiết lập quan hệ ngoại giao cấp đại sứ.（28 tháng 9） - Cùng Kuwait thiết lập quan hệ ngoại giao cấp đại sứ.（21 tháng 11） | | 64                | |
| 1964 | - Cùng Malaysia thiết lập quan hệ lãnh sự.（26 tháng 11） - Cùng Luxembourg nâng cấp lên quan hệ ngoại giao cấp đại sứ.（16 tháng 12） | - Cùng Pháp cắt đứt quan hệ ngoại giao.（10 tháng 2） - Cùng Cộng hòa Congo cắt đứt quan hệ ngoại giao.（17 tháng 4） - Cùng Cộng hòa Trung Phi lần thứ nhất cắt đứt quan hệ ngoại giao.（5 tháng 11） - Cùng Senegal lần thứ nhất cắt đứt quan hệ ngoại giao.（8 tháng 11） - Cùng Dahomey lần thứ nhất cắt đứt quan hệ ngoại giao.（12 tháng 11） | 60                | |
| 1965 | - Cùng Honduras nâng cấp lên quan hệ ngoại giao cấp đại sứ.（20 tháng 5） - Cùng Haiti nâng cấp lên quan hệ ngoại giao cấp đại sứ.（7 tháng 9） | - Cùng Mauritania cắt đứt quan hệ ngoại giao.（11 tháng 9） | 59                | |
| 1966 | - Cùng Dahomey khôi phục quan hệ ngoại giao cấp đại sứ.（21 tháng 4） - Cùng Venezuela nâng cấp lên quan hệ ngoại giao cấp đại sứ.（1 tháng 7） - Cùng Maldives thiết lập quan hệ ngoại giao cấp đại sứ.（7 tháng 7） - Cùng Malawi thiết lập quan hệ ngoại giao cấp đại sứ.（11 tháng 7） - Cùng Lesotho thiết lập quan hệ ngoại giao cấp đại sứ.（31 tháng 10） - Cùng Botswana thiết lập quan hệ ngoại giao cấp đại sứ.（30 tháng 12） | | 64                | |
| 1967 | - Cùng Malta thiết lập quan hệ ngoại giao cấp đại sứ.（19 tháng 7） - Cùng Barbados thiết lập quan hệ ngoại giao cấp đại sứ.（4 tháng 9） | | 66                | |
| 1968 | - Cùng Cộng hòa Trung Phi lần thứ hai khôi phục quan hệ ngoại giao cấp đại sứ.（8 tháng 5） - Cùng Swaziland thiết lập quan hệ ngoại giao cấp đại sứ.（6 tháng 9） - Cùng Gambia thiết lập quan hệ ngoại giao cấp đại sứ.（12 tháng 11） | | 69                | |
| 1969 | - Cùng Sénégal lần thứ hai khôi phục quan hệ ngoại giao cấp đại sứ.（16 tháng 7） | | 70                | - Năm Trung Hoa Dân Quốc có nhiều nước bang giao nhất. |
| 1970 | | - Cùng Canada cắt đứt quan hệ ngoại giao.（13 tháng 10） - Cùng Ý cắt đứt quan hệ ngoại giao.（6 tháng 11） | 68                | - Vào cuối năm, Trung Hoa Dân Quốc vẫn có 68 nước bang giao. |

### 1971-2000
| Năm  | Thiết lập Công nhận Thăng cấp | Bãi bỏ Đình chỉ Hạ cấp | Số nước bang giao | Ghi chú |
| ---- | --- | --- | ----------------- | --- |
| 1971 | | - Cùng Chile cắt đứt quan hệ ngoại giao.（5 tháng 1） - Cùng Kuwait cắt đứt quan hệ ngoại giao.（29 tháng 3） - Cùng Cameroon cắt đứt quan hệ ngoại giao.（3 tháng 4） - Cùng Áo cắt đứt quan hệ ngoại giao.（28 tháng 5） - Cùng Thổ Nhĩ Kỳ cắt đứt quan hệ ngoại giao.（5 tháng 8） - Cùng Iran cắt đứt quan hệ ngoại giao.（17 tháng 8） - Cùng Sierra Leone cắt đứt quan hệ ngoại giao.（20 tháng 8） - Cùng Bỉ cắt đứt quan hệ ngoại giao.（26 tháng 10） - Cùng Peru cắt đứt quan hệ ngoại giao.（2 tháng 11） - Cùng Liban cắt đứt quan hệ ngoại giao.（9 tháng 11） - Cùng Mexico cắt đứt quan hệ ngoại giao.（16 tháng 11） - Cùng Ecuador cắt đứt quan hệ ngoại giao.（17 tháng 11） | 56                | - Vào năm này, Trung Hoa Dân Quốc rút khỏi Liên Hợp Quốc do Nghị quyết 2758 của Liên Hợp Quốc được thông qua và những thay đổi trong tình hình Chiến tranh Lạnh, "ghế của Trung Quốc" tại Liên Hợp Quốc đã được thay thế bởi nước Cộng hòa Nhân dân Trung Hoa. Tổng thống Hoa Kỳ Nixon đã đến thăm nước Cộng hòa Nhân dân Trung Hoa, Hoa Kỳ và nước Cộng hòa Nhân dân Trung Hoa bắt đầu quan hệ ngoại giao không chính thức kể từ đó, nhiều quốc gia đã cắt đứt quan hệ ngoại giao với Trung Hoa Dân Quốc và thay vào đó thiết lập quan hệ ngoại giao với nước Cộng hòa Nhân dân Trung Hoa. - Vào năm này, số nước bang giao của Trung Hoa Dân Quốc ít hơn của nước Cộng hòa Nhân dân Trung Hoa. |
| 1972 | - Cùng Tonga thiết lập quan hệ ngoại giao cấp đại sứ.（10 tháng 4） - Cùng Samoa thiết lập quan hệ ngoại giao cấp đại sứ.（29 tháng 5） | - Cùng Síp cắt đứt quan hệ ngoại giao.（12 tháng 1） - Cùng Malta cắt đứt quan hệ ngoại giao.（31 tháng 1） - Cùng Argentina cắt đứt quan hệ ngoại giao.（19 tháng 2） - Lãnh sứ quán Anh tại Đạm Thủy đình chỉ hoạt động.（13 tháng 3） - Cùng Senegal lần thứ hai cắt đứt quan hệ ngoại giao.（12 tháng 4） - Cùng Maldives cắt đứt quan hệ ngoại giao.（15 tháng 4） - Cùng Rwanda cắt đứt quan hệ ngoại giao.（13 tháng 5） - Cùng Hy Lạp cắt đứt quan hệ ngoại giao.（5 tháng 6） - Cùng Nhật Bản cắt đứt quan hệ ngoại giao.（29 tháng 9） - Cùng Togo cắt đứt quan hệ ngoại giao.（4 tháng 10） - Cùng Jamaica cắt đứt quan hệ ngoại giao.（1 tháng 11） - Cùng Luxembourg cắt đứt quan hệ ngoại giao.（14 tháng 11） - Cùng Madagascar cắt đứt quan hệ ngoại giao.（15 tháng 12） - Cùng Úc cắt đứt quan hệ ngoại giao.（22 tháng 12月22日） - Cùng New Zealand cắt đứt quan hệ ngoại giao.（22 tháng 12） - Cùng Chad lần thứ nhất cắt đứt quan hệ ngoại giao.（27 tháng 12） | 43                | - Vào năm này, Trung Hoa Dân Quốc lập kỷ lục cắt đứt quan hệ ngoại giao trong lịch sử. |
| 1973 | | - Cùng Dahomey（nay là Benin） lần thứ hai cắt đứt quan hệ ngoại giao.（19 tháng 1） - Cùng Zaire（nay là Cộng hòa Dân chủ Congo）cắt đứt quan hệ ngoại giao.（30 tháng 1） - Cùng Tây Ban Nha cắt đứt quan hệ ngoại giao.（10 tháng 3） - Cùng Thượng Volta（ Burkina Faso）lần thứ nhất cắt đứt quan hệ ngoại giao.（23 tháng 10） | 39                | |
| 1974 | | - Cùng Gabon cắt đứt quan hệ ngoại giao.（30 tháng 3） - Cùng Botswana cắt đứt quan hệ ngoại giao.（5 tháng 4） - Cùng Malaysia kết thúc quan hệ lãnh sự.（31 tháng 5） - Cùng Venezuela cắt đứt quan hệ ngoại giao.（29 tháng 6） - Cùng Niger lần thứ nhất cắt đứt quan hệ ngoại giao.（29 tháng 7） - Cùng Brasil cắt đứt quan hệ ngoại giao.（16 tháng 8） - Cùng Gambia lần thứ nhất cắt đứt quan hệ ngoại giao.（28 tháng 12） | 32                | |
| 1975 | | - Cùng Bồ Đào Nha cắt đứt quan hệ ngoại giao.（6 tháng 1） - Cùng Việt Nam Cộng hòa kết thúc quan hệ ngoại giao.（30 tháng 4） - Cùng Philippines cắt đứt quan hệ ngoại giao.（9 tháng 6） - Cùng Thái Lan cắt đứt quan hệ ngoại giao.（1 tháng 7） - Cùng Samoa cắt đứt quan hệ ngoại giao.（6 tháng 11） | 27                | - Thành Vatican trở thành nước bang giao duy nhất của Trung Hoa Dân Quốc tại châu Âu. |
| 1976 | - Cùng Nam Phi nâng cấp lên quan hệ ngoại giao cấp đại sứ.（26 tháng 4） | - Cùng Trung Phi lần thứ hai cắt đứt quan hệ ngoại giao.（23 tháng 8） | 26                | |
| 1977 | | - Cùng Barbados cắt đứt quan hệ ngoại giao.（11 tháng 1） - Cùng Liberia lần thứ nhất cắt đứt quan hệ ngoại giao.（23 tháng 2） - Cùng Jordan cắt đứt quan hệ ngoại giao.（14 tháng 4） | 23                | |
| 1978 | | - Cùng Libya cắt đứt quan hệ ngoại giao.（14 tháng 9） | 22                | - Ả Rập Xêút trở thành nước bang giao duy nhất của Trung Hoa Dân Quốc tại Trung Đông. |
| 1979 | - Cùng Tuvalu thiết lập quan hệ ngoại giao cấp đại sứ.（19 tháng 9） | - Cùng Hoa Kỳ cắt đứt quan hệ ngoại giao.（1 tháng 1） | 22                | |
| 1980 | - Cùng Nauru thiết lập quan hệ lãnh sự.（4 tháng 5） | - Cùng Colombia cắt đứt quan hệ ngoại giao.（9 tháng 2） | 22                | |
| 1981 | - Cùng Saint Vincent và Grenadines thiết lập quan hệ ngoại giao cấp đại sứ.（15 tháng 8） | | 23                | |
| 1982 | | | 23                | |
| 1983 | - Cùng Quần đảo Solomon thiết lập quan hệ lãnh sự.（24 tháng 3） - Cùng Dominica thiết lập quan hệ ngoại giao cấp đại sứ.（10 tháng 5） - Cùng Saint Kitts và Nevis thiết lập quan hệ ngoại giao cấp đại sứ.（9 tháng 10）                                                                     | - Cùng Côte d'Ivoire cắt đứt quan hệ ngoại giao.（3 tháng 3） - Cùng Lesotho lần thứ nhất cắt đứt quan hệ ngoại giao.（14 tháng 5） | 24                | |
| 1984 | - Cùng Saint Lucia thiết lập quan hệ ngoại giao cấp đại sứ.（8 tháng 5） | | 25                | |
| 1985 | - Cùng Quần đảo Solomon nâng cấp lên quan hệ ngoại giao cấp đại sứ.（16 tháng 9） | - Cùng Bolivia cắt đứt quan hệ ngoại giao.（11 tháng 7） - Cùng Nicaragua cắt đứt quan hệ ngoại giao.（7 tháng 12） | 23                | |
| 1986 | | | 23                | |
| 1987 | | | 23                | |
| 1988 | | - Cùng Uruguay cắt đứt quan hệ ngoại giao.（4 tháng 2） | 22                | - Paraguay trở thành nước bang giao duy nhất của Trung Hoa Dân Quốc tại Nam Mỹ. |
| 1989 | - Cùng Bahamas thiết lập quan hệ ngoại giao cấp đại sứ.（9 tháng 1） - Cùng Grenada thiết lập quan hệ ngoại giao cấp đại sứ.（20 tháng 7） - Cùng Liberia khôi phục quan hệ ngoại giao cấp đại sứ. (9 tháng 10） - Cùng Belize thiết lập quan hệ ngoại giao cấp đại sứ.（13 tháng 10）         | | 26                | |
| 1990 | - Cùng Lesotho khôi phục quan hệ ngoại giao cấp đại sứ.（5 tháng 4） - Cùng Guiné-Bissau thiết lập quan hệ ngoại giao cấp đại sứ.（26 tháng 5） - Cùng Nauru nâng cấp lên quan hệ ngoại giao cấp đại sứ.（17 tháng 8） - Cùng Nicaragua khôi phục quan hệ ngoại giao cấp đại sứ.（5 tháng 11） | - Cùng Ả Rập Xêút cắt đứt quan hệ ngoại giao.（22 tháng 7） | 28                | - Sau khi cắt đứt quan hệ ngoại giao với Ả Rập Xêút, Trung Hoa Dân Quốc không còn nước bang giao nào tại Trung Đông. - Hàn Quốc trở thành nước bang giao duy nhất của Trung Hoa Dân Quốc tại châu Á. |
| 1991 | - Cùng Trung Phi lần thứ hai khôi phục quan hệ ngoại giao cấp đại sứ.（8 tháng 7） | | 29                | |
| 1992 | - Cùng Latvia thiết lập quan hệ lãnh sự.（29 tháng 1） - Cùng Niger khôi phục quan hệ ngoại giao cấp đại sứ.（19 tháng 6） | - Cùng Hàn Quốc cắt đứt quan hệ ngoại giao.（24 tháng 8） | 30                | - Sau khi cắt đứt quan hệ ngoại giao với Hàn Quốc, Trung Hoa Dân Quốc không còn nước bang giao nào tại châu Á. Ngoại trừ Vatican, các nước bang giao của Trung Hoa Dân Quốc đều là quốc gia đang phát triển. - Sau khi cắt đứt quan hệ với Bồ Đào Nha vào năm 1975, lần đầu tiên Trung Hoa Dân Quốc thiết lập tổng lãnh sự quán tại khu vực châu Âu, tại Latvia, phá bỏ tình trạng chỉ có Thành Vatican thùa nhận tại châu lục này. |
| 1993 | | | 30                | |
| 1994 | - Cùng Burkina Faso khôi phục quan hệ ngoại giao cấp đại sứ.（2 tháng 2） | - Cùng Lesotho lần thứ hai cắt đứt quan hệ ngoại giao.（12 tháng 1） - Cùng Latvia chấm dứt quan hệ lãnh sự.（28 tháng 7） | 29                | - Nước bang giao tại châu Âu lại chỉ còn Thành Vatican. |
| 1995 | - Cùng Gambia khôi phục quan hệ ngoại giao cấp đại sứ.（13 tháng 7） | | 30                | |
| 1996 | - Cùng Sénégal lần thứ hai khôi phục quan hệ ngoại giao cấp đại sứ.（3 tháng 1） | - Cùng Niger lần thứ hai cắt đứt quan hệ ngoại giao.（19 tháng 8） | 30                | |
| 1997 | - Cùng São Tomé và Príncipe thiết lập quan hệ ngoại giao cấp đại sứ.（6 tháng 5） - Cùng Chad khôi phục quan hệ ngoại giao cấp đại sứ.（12 tháng 8） | - Cùng Bahamas cắt đứt quan hệ ngoại giao.（18 tháng 5） - Cùng Saint Lucia lần thứ nhất cắt đứt quan hệ ngoại giao.（29 tháng 8） | 30                | |
| 1998 | - Cùng Quần đảo Marshall thiết lập quan hệ ngoại giao cấp đại sứ.（20 tháng 11） | - Cùng Nam Phi cắt đứt quan hệ ngoại giao.（1 tháng 1） - Cùng Trung Phi lâng thứ ba cắt đứt quan hệ ngoại giao.（29 tháng 1） - Cùng Guinea Bissau cắt đứt quan hệ ngoại giao.（24 tháng 4） - Cùng Tonga cắt đứt quan hệ ngoại giao.（2 tháng 11） | 27                | - Sau khi cắt đứt quan hệ ngoại giao với Nam Phi, Trung Hoa Dân Quốc không còn nước bang giao nào là cường quốc có tính khu vực. |
| 1999 | - Cùng Macedonia (nay là Bắc Macedonia) thiết lập quan hệ ngoại giao cấp đại sứ.（27 tháng 1） - Cùng Papua New Guinea thiết lập quan hệ ngoại giao cấp đại sứ.（5 tháng 7） - Cùng Palau thiết lập quan hệ ngoại giao cấp đại sứ.（29 tháng 12）                                              | - Cùng Papua New Guinea cắt đứt quan hệ ngoại giao.（21 tháng 7） | 29                | - Thiết lập quan hệ ngoại giao với Macedonia, phá vỡ tình trạng chỉ có một nước bang giao là Thành Vatican ở châu Âu. |
| 2000 | | | 29                | |

### 2001-nay
| Năm  | Thiết lập Công nhận Thăng cấp                                             | Bãi bỏ Đình chỉ Hạ cấp | Số nước bang giao | Ghi chú |
| ---- | ------------------------------------------------------------------------- | --- | ----------------- | --- |
| 2001 |                                                                           | - Cùng Macedonia cắt đứt quan hệ ngoại giao.（18 tháng 6） | 28                | - Trung Hoa Dân Quốc một lần nữa chỉ còn Thành Vatican là nước bang giao tại châu Âu. |
| 2002 |                                                                           | - Cùng Nauru cắt đứt quan hệ ngoại giao.（23 tháng 7） | 27                | Vào năm này, chính phủ của Trần Thủy Biển đề xuất thuyết mỗi bên một quốc gia, phát động tranh giành nước bang giao với Trung Quốc                                                                                         |
| 2003 | - Cùng Kiribati thiết lập quan hệ ngoại giao cấp đại sứ.（7 tháng 11）    | - Cùng Liberia lần thứ hai cắt đứt quan hệ ngoại giao.（12 tháng 10） | 27                | |
| 2004 | - Cùng Vanuatu thiết lập quan hệ ngoại giao cấp đại sứ.（3 tháng 11）     | - Cùng Dominica cắt đứt quan hệ ngoại giao.（30 tháng 3） - Cùng Vanuatu cắt đứt quan hệ ngoại giao.（10 tháng 11）                                                                              | 26                | |
| 2005 | - Cùng Nauru khôi phục quan hệ ngoại giao cấp đại sứ.（14 tháng 5）       | - Cùng Grenada cắt đứt quan hệ ngoại giao.（27 tháng 1） - Cùng Senegal lần thứ ba cắt đứt quan hệ ngoại giao.（25 tháng 10）                                                                    | 25                | |
| 2006 |                                                                           | - Cùng Chad lần thứ hai cắt đứt quan hệ ngoại giao.（6 tháng 8） | 24                | - Paraguay trở thành nước bang giao có diện tích lãnh thổ lớn nhất của Trung Hoa Dân Quốc. |
| 2007 | - Cùng Saint Lucia khôi phục quan hệ ngoại giao cấp đại sứ.（30 tháng 4） | - Cùng Costa Rica cắt đứt quan hệ ngoại giao.（7 tháng 6） | 24                | |
| 2008 | - Công nhận Kosovo là quốc gia có chủ quyền（19 tháng 2）                 | - Cùng Malawi cắt đứt quan hệ ngoại giao.（14 tháng 1） | 23                | - Tháng 5 năm đó, chính phủ của Mã Anh Cửu tuyên bố chính sách ngoại giao mới, hai bờ eo biển đạt được thoả thuận ngầm không tranh giành nước bang giao. - Kosovo không công nhận Trung Hoa Dân Quốc.                      |
| 2009 |                                                                           | | 23                | |
| 2010 |                                                                           | | 23                | |
| 2011 | - Công nhận Nam Sudan là quốc gia có chủ quyền.（9 tháng 7）              | | 23                | |
| 2012 |                                                                           | | 23                | |
| 2013 |                                                                           | - Cùng Gambia lần thứ hai cắt đứt quan hệ ngoại giao.（14 tháng 11） | 22                | - Gambia khôi phục quan hệ ngoại giao với PRC vào ngày 17 tháng 3 năm 2016. |
| 2014 |                                                                           | | 22                | |
| 2015 |                                                                           | | 22                | |
| 2016 |                                                                           | - Cùng São Tomé và Príncipe cắt đứt quan hệ ngoại giao.（21 tháng 12） | 21                | - Chính phủ Thái Anh Văn sau khi lên nắm quyền không công nhận Đồng thuận 1992. Trung Quốc nối lại cuộc chiến ngoại giao với Đài Loan                                                                                      |
| 2017 |                                                                           | - Cùng Panama cắt đứt quan hệ ngoại giao.（13 tháng 6） | 20                | |
| 2018 |                                                                           | - Cùng Cộng hòa Dominica cắt đứt quan hệ ngoại giao.（1 tháng 5） - Cùng Burkina Faso lần thứ hai cắt đứt quan hệ ngoại giao.（24 tháng 5） - Cùng SLV cắt đứt quan hệ ngoại giao.（21 tháng 8） | 17                | - Lần đầu tiên số nước bang giao giảm xuống dưới 20 nước. - Eswatini trở thành nước bang giao duy nhất ở châu Phi của Trung Hoa Dân Quốc. - Guatemala trở thành nước bang giao có dân số đông nhất của Trung Hoa Dân Quốc. |
| 2019 |                                                                           | - Cùng Quần đảo Solomon cắt đứt quan hệ ngoại giao.（16 tháng 9） - Cùng Kiribati cắt đứt quan hệ ngoại giao.（20 tháng 9）                                                                      | 15                | |
| 2020 | - Công nhận Somaliland là quốc gia có chủ quyền.（1 tháng 7）             | | 15                | - Trung Hoa Dân Quốc trên thực tế công nhận Somaliland, nhưng được xem là quan hệ ngoại giao không chính thức. |
| 2021 |                                                                           | - Cùng Nicaragua lần thứ hai cắt đứt quan hệ ngoại giao.（10 tháng 12） | 14                | |
| 2022 |                                                                           | | 14                | |
| 2023 |                                                                           | - Cùng Honduras cắt đứt quan hệ ngoại giao.（26 tháng 3） | 13                | - Số nước bang giao thấp kỷ lục trong lịch sử. |